# Орден «Знамя Труда» (ГДР)
Орден «Знамя Труда» — правительственная награда ГДР.

## История
Орден был учреждён правительством ГДР 4 августа 1954 года. Награждение производилось за исключительные трудовые достижения. Вручался гражданам ГДР, иностранным гражданам, трудовым коллективам, предприятиям.
Носится на левой стороне груди.
В 1954—1974 годах имел одну степень:
- Орден «Знамя Труда»

8 августа 1974 года разделён на 3 степени:
- Орден «Знамя Труда» I класса, награждённому вручалась премия в размере 1000 марок;
- Орден «Знамя Труда» II класса, награждённому вручалась премия в размере 750 марок;
- Орден «Знамя Труда» III класса, награждённому вручалась премия в размере 500 марок.

## Описание
Знак ордена аналогичен для всех степеней.
Знак в виде рельефного герба ГДР поверх которого наложено развевающееся знамя красной эмали с надписью «BANNER DER ARBEIT».
Знак при помощи ушка и кольца крепится к пятиугольной металлической колодочке, обтянутой двойной шёлковой муаровой лентой: сверху — красного цвета, внизу — цветов государственного флага: чёрный, красный и жёлтый. В основании колодочки металлическая накладка в виде картуша с расходящимся от него дубовыми листьями. В картуше римскими цифрами указывается степень ордена.
Для повседневного ношения прилагалась орденская планка, обтянутая шёлковой муаровой лентой красного цвета с металлической накладкой в виде картуша с расходящимся от него дубовыми листьями. В картуше римскими цифрами указывается степень ордена.

## Известные награждённые орденом
- Ю. П. Воронов — советский поэт, журналист, общественный деятель
- В. М. Глушков — советский математик, кибернетик, руководитель работ над ОГАС
- С. П. Куржей — советский шахтёр, генеральный директор производственного объединения «Экибастузуголь»
- В. В. Надёжин — русский художник, живописец
- Р. М. Самарин — известный советский литературовед и педагог высшей школы